# Nathan Crowley
Nathan Crowley (sinh ngày 28 tháng 2 năm 1966) là một nhà thiết kế sản xuất người Anh và cũng là một cựu giám đốc nghệ thuật. Ông được biết đến qua nhiều lần cộng tác với đạo diễn Christopher Nolan. Crowley đã được đề cử sáu giải Oscar cho Thiết kế sản xuất xuất sắc nhất cho The Prestige (2006), Kỵ sĩ bóng đêm (2008), Hố đen tử thần (2014), Cuộc di tản Dunkirk (2017), Bước chân đầu tiên (2018) và Tenet (2020). Với The Prestige, ông được đề cử cùng với nhà trang trí bối cảnh Julie Ochipinti; với Kỵ sĩ bóng đêm, ông được đề cử cùng với nhà trang trí bối cảnh Peter Lando, với Hố đen tử thần và Cuộc di tản Dunkirk, ông được đề cử cùng với nhà trang trí bối cảnh Gary Fettis; và với Bước chân đầu tiên và Tenet, ông được đề cử cùng với nhà trang trí bối cảnh Kathy Lucas. Crowley cũng đã được đề cử năm lần tại giải BAFTA cho Thiết kế sản xuất xuất sắc nhất với Huyền thoại Người Dơi (2005), Kỵ sĩ bóng đêm (2008), Cuộc di tản Dunkirk (2017) và Bước chân đầu tiên (2018).